# Pan Peninsula
Pan Peninsula, noto anche come 1 Millharbour, è un complesso residenziale composto da due grattacieli situato nella Isle of Dogs a Londra, nel Regno Unito.